# Кмо
Кмо — солоноводное озеро лагунного происхождения на острове Врангеля, опресняемое талыми водами. Расположено на территории Чукотского автономного округа России. Входит в состав заповедника Остров Врангеля.
Находится на северо-западном берегу острова, отделяясь от Восточно-Сибирского моря галечно-песчаной пересыпью. Располагается на крайнем севере Западного плато.
Форма озера вытянута с юга на север. Со стороны восточного берега над озером возвышается сопка высотой 177 метров.
Несколько севернее Кмо находится мыс Флоренс и низовья реки Гусиная. Южнее же протекает река Советская, сразу за которой расположен мощный пик Береговой. В само озеро Кмо реки не впадают и также не вытекают. Вода чистая, прозрачная.
Название происходит от имени чукчи, охотника Кмо, прибывшего на остров в 1920-х в составе первых колонистов и умершего там. Впоследствии эта местность почти никем не посещалась десятилетиями. Она была сильно отдалена от ближайшего стационарного жилища (дома охотника Чайвына, у озера Комсомол), и от населённого пункта — Звёздный.
Следы жилища Кмо просматриваются на галечном берегу, возле устья реки Советская, на виду у мыса Птичий Базар и пика Берегового. Отсутствие остова дома, строительных брёвен, доказывает, что Кмо жил здесь лишь в сезон охоты, и обходился ярангой или палаткой. Как было установлено в 1979 году, в культурном слое на месте жилища Кмо преобладали кости кайр и моевок.
В 1979 году здесь был создан биологический стационар «Кмо» — для наблюдения за одной из крупнейших на острове Врангеля колоний морских птиц. Из посёлка Ушаковское сюда на санях, за трактором, был перемещён экспериментальный алюминиевый домик, имевший каплевидную форму (для противодействия ураганным ветрам западного побережья).
Существуют произведения живописи (акварели), созданные вблизи озера Кмо.

## Топографические карты
- Лист карты R-60-XI,XII м. Блоссом. Масштаб: 1 : 200 000. Состояние местности на 1974 год. Издание 1988 г.